# 王镇恒
王镇恒（1930年9月30日—2021年6月30日），男，浙江温州人，中国茶学家、茶学教育家、茶树栽培专家，曾任安徽农学院党委书记、教授。